# El Vidural (Boal)
El Vidural (oficialmente y en asturiano: El Bidural) es una aldea perteneciente a la parroquia de Rozadas, en el concejo de Boal, comarca de Eo-Navia, Principado de Asturias, España.